# Кардильяк (фильм, 1969)
«Кардильяк» (нем.: Cardillac) — фильм 1969 года производства ФРГ режиссёра Эдгара Рейтца.

## Сюжет
Фильм представляет собой современную авангардно-экспериментальную адаптацию повести Э. Т. А. Гофмана «Мадемуазель де Скюдери».
Действие происходит в Западном Берлине в 1969 году. Всемирно известный ювелир Рене Кардильяк живет в полном уединении со своей дочерью Маделон. Он настолько одержим своими работами, что не может расстаться со ними, и если ему нужно продать одно из драгоценных украшений, то он вскоре нападает на покупателя и убивает его, чтобы таким образом вернуть себе драгоценности. Никто не подозревает успешного художника. Таким образом, Кардильяк живет как уважаемый гражданин. Его дочь Маделон должна постоянно демонстрировать ему украшения на своем теле, и это также становится для него частью его искусства, которое он считает своей собственностью. В конце концов он настолько погрузился в мир грез и иллюзий, что в конце концов видит выход только в странном самоубийстве с электрическим стулом собственной конструкции посреди коллекции ювелирных украшений, созданных им.

## В ролях
- Ханс Кристиан Блех — Кардильяк
- Катана Каэтано — Маделон
- Рольф Беккер — Оливье
- Лиана Хильшер — Лиана С.
- Вернер Лешхорн- Альберт фон Бойзен
- Гунтер Закс — коллекционер произведений искусства

## Фестивали и награды
- 1969 — 30-й Венецианский кинофестиваль — фильм участвовал в основной конкурсной программе, но призами отмечен не был
- Deutsche Film- und Medienbewertung (FBW) присвоил фильму предикат «особенно ценный»[1]